# Tomatares clavicornis
Tomatares clavicornis is een insect uit de familie van de mierenleeuwen (Myrmeleontidae), die tot de orde netvleugeligen (Neuroptera) behoort. 
Tomatares clavicornis is voor het eerst wetenschappelijk beschreven door Latreille in 1829.